# Georges Saint-Pierre
Pour les articles homonymes, voir GSP.
Georges Saint-Pierre, né le 19 mai 1981 à Saint-Isidore au Québec, est un pratiquant québécois d'arts martiaux mixtes (MMA).
Il est aujourd’hui considéré comme l’un des plus grands combattants en MMA de toute l’histoire. Considéré à la fois humble, respectueux et très athlétique, il montra au cours de sa carrière sa nette supériorité physique et tactique sur ses adversaires.
Il détient une ceinture noire en karaté kyokushin (3e dan) ainsi qu'en jiu-jitsu brésilien.
En novembre 2006, il devient une première fois le champion des poids mi-moyens de l'Ultimate Fighting Championship (UFC) en battant l'Américain Matt Hughes, mais le perd, en dépit de pronostics favorables, dès sa première défense face à Matt Serra, au mois d'avril 2007. Quelques mois plus tard, il est couronné champion intérimaire des poids mi-moyens et récupère enfin son titre en avril 2008 face au même Serra. Cette fois-ci, il le défend neuf fois consécutives avant d'annoncer, en décembre 2013, qu'il abandonne son titre et qu'il se retire de la compétition pour un certain temps.
En février 2017, une nouvelle signature avec l'UFC est officialisée et Saint-Pierre s'impose dès son retour face à Michael Bisping en novembre 2017 pour devenir le nouveau champion des poids moyens de l'UFC. Un mois après la conquête de la ceinture, il annonce souffrir d'une maladie (colite ulcéreuse) et préférer laisser le titre vacant.
En 2021, il est intronisé au temple UFC Hall of Fame.

## Biographie
Georges St-Pierre est né à Saint-Isidore, au Québec. Georges a également des origines françaises, notamment avec des ancêtres provenant de Rouen, en Normandie. Son père Roland est poseur de tapis tandis que sa mère Paulyne, aide-soignante,
travaille dans une maison de repos. Georges est l'ainé de sa famille qui compte aussi deux sœurs.
Il est initié aux sports de combat et particulièrement au karaté dès l'âge de sept ans par son père, ceinture noire de la discipline, pour apprendre à se défendre contre l'intimidation dans son milieu scolaire et développer la confiance en soi.
En parallèle, il se passionne pour les échecs et est classé parmi les 25 meilleurs jeunes dans cette discipline au Québec à ses dix ans. Il abandonnera les échecs pour ne se consacrer qu'aux arts martiaux. St-Pierre commence tout d'abord le karaté kyokushin et se met ensuite au ju-jitsu à la suite du décès de son professeur de karaté. Plus tard, il pratique aussi la lutte et rêve de devenir champion de l'Ultimate Fighting Championship en voyant Royce Gracie gagner l'UFC 1 en 1993. Il devient membre et se démarque au sein de l'équipe nationale canadienne de lutte.
Il annonce sa retraite officielle de la compétition le 21 février 2019.
Plusieurs années après, des rumeurs annoncent son retour dans l'octogone en 2023 pour un combat en jiu-jitsu brésilien, mais cela ne se concrétise pas.
Aujourd'hui, Georges St-Pierre s'est reconverti en acteur de cinéma pour des films d'actions.
Le 20 janvier 2025, Georges St-Pierre participe au Starlight Ball dans le cadre des festivités organisées pour célébrer l'assermentation de Donald Trump comme 47e président des États-Unis.

## Carrière dans les arts martiaux mixtes

### Débuts
Georges St-Pierre commence sa carrière professionnelle en AMM au sein de l'organisation canadienne Universal Combat Challenge. Le 25 janvier 2002, il fait face à Ivan Menjivar lors de l'UCC 7 et remporte ce combat sur un mal entendu entre l'arbitre et son adversaire. Les deux compétiteurs sont au sol et St-Pierre dans la garde de son adversaire, lui envoie quelques coups de poing. L'arbitre arrête bientôt le match prenant ce que dit Menjivar comme un signe d'abandon alors que celui-ci semblait dire qu'il allait bien.
En juin de la même année, il est réinvité à l'UCC 10 afin de rencontrer Justin Bruckmann, actuel champion des poids mi-moyens de l'organisation. St-Pierre surclasse son adversaire dès l'entame de match en l'amenant au sol à deux reprises pour finir par le soumettre par clé de bras en un peu moins de quatre minutes. Il décroche alors sa première ceinture de champion.
Quatre mois plus tard, il défend son titre lors l'UCC 11 du 11 octobre 2002 face à Travis Galbraith qui fait ses débuts dans la promotion. Comme lors du précédent match, il amène rapidement son adversaire au sol. Une fois passé en contrôle latéral, il assène des coups de coude au visage qui finissent par lui donner la victoire par TKO après deux minutes de combat.
En janvier 2003, à l'UCC 12, il gagne au deuxième round contre Thomas Denny sur TKO (coupure). En novembre de la même année, il participe au TKO 14-ROAD (l'organisation UCC a changé de nom pour TKO en cours d'année). Il bat son adversaire Pete Spratt au premier round et par le fait même, il se voit octroyer un combat au sein de l'Ultimate Fighting Championship.

### Ultimate Fighting Championship

#### Premiers succès et combat pour le titre
Pour son premier combat en UFC, il rencontre Karo Parisyan à l'UFC 46. Il gagne le combat sur décision. Il combat ensuite Jay Hieron à l'UFC 48. Il gagne dans le premier round en mettant son adversaire KO en moins de deux minutes.
Après la signature du champion B.J. Penn avec l'organisation japonaise du K-1 en mai 2004, son titre lui est destitué. Avec deux victoires dans la promotion, Georges St-Pierre obtient alors l'occasion de combattre pour le titre vacant des poids mi-moyens de l'UFC face à l'ancien champion Matt Hughes. Certains semblent penser qu'il est peut-être un peu trop tôt pour St-Pierre de concourir pour la ceinture, mais il se montre cependant compétitif face au lutteur américain, en assénant notamment un puissant coup de pied retourné en pleine poitrine qui marque son adversaire. Hughes semble aussi avoir plus de mal qu'à son habitude pour amener son adversaire au sol. Néanmoins, en fin de première reprise, alors que St-Pierre dos au sol tente une soumission par kimura, l'Américain réussit à installer rapidement une clé de bras qui force le Canadien à abandonner dans la toute dernière seconde du premier round,.

#### Victoires successives et aspirant au titre
Pour son retour à la compétition St-Pierre revient en battant Dave Strasser par soumission dans le premier round par kimura. Il est donc rappelé à l'UFC 52, où il bat l'excentrique Jason Miller par décision unanime.
Il enchaîne ensuite en battant successivement Frank Trigg, par soumission, et surtout Sean Sherk, par TKO, lors des UFC 54 et UFC 56.
Après avoir infligé à Sherk sa première défaite en douze combat, St-Pierre est programmé pour affronter l'ancien champion des poids mi-moyens de l'UFC et spécialiste du jiu-jitsu brésilien, B.J. Penn, pour déterminer le prochain compétiteur à obtenir sa chance pour le titre. Pour se préparer à cette rencontre, il part s'entraîner dans l'académie de jiu-jitsu brésilien de Renzo Gracie à New York, où il reçoit à cette occasion sa ceinture marron.
Le match se déroule lors de l'UFC 58 du 4 mars 2006, et malgré une entame de match en faveur de B.J. Penn qui touche bien le Canadien, c'est ensuite Georges St-Pierre qui se montre un peu plus convaincant, amenant également à quelques reprises l'Américain au sol. Aux termes des trois rounds, il remporte alors la victoire par décision partagée (29-28, 28-29, 29-28).
Après ce nouveau succès, St-Pierre est prochain adversaire désigné du champion Matt Hughes. Mais il se blesse à un mois de l'échéance et c'est alors B.J. Penn qui récupère l'occasion de s'emparer du titre lors de l'UFC 63 du 23 septembre 2006. Penn contrôle la rencontre dans les deux premières reprises mais s'incline finalement par TKO au troisième, à cause notamment d'une blessure aux côtes. À la fin de ce match, St-Pierre est invité à s'exprimer dans l'Octogone dans le but de promouvoir son prochain combat contre le champion. Loin d'être un adepte du trash-talking, il déclare pourtant ne pas avoir été impressionné par la performance de Matt Hughes, mais avouera des années plus tard regretter ces mots devenus célèbres parmi les amateurs d'arts martiaux mixtes.

#### Premier règne de champion des poids mi-moyens et perte du titre
La confrontation entre Georges St-Pierre et Matt Hughes, seul homme à l'avoir jusqu'ici battu, a finalement lieu sept semaines plus tard, en tête d'affiche de l'UFC 65 du 18 novembre 2006.
Le jeune Canadien touche involontairement le champion avec deux coups de pied à l'aine dans le premier round et résiste bien à la lutte du champion. Dans les dernières secondes de la reprise, il sonne Hughes avec un coup de poing sauté et le suit au sol mais la cloche sonne avant qu'il ne puisse vraiment capitaliser sur ce coup.
Dans la deuxième reprise, Matt Hughes s'écroule à la suite d'un coup de pied à la tête. St-Pierre enchaine alors en ground-and-pound depuis la garde pour remporter la victoire par TKO et devenir le nouveau champion des poids mi-moyens de l'UFC,. Il est alors le deuxième Canadien, après Carlos Newton, à s'offrir un titre de champion au sein de l'organisation américaine.
La première défense de titre pour St-Pierre est alors prévue face à Matt Serra pour l'UFC 67 du 3 février 2007. En sortant vainqueur de la compétition des poids mi-moyens de la quatrième saison de The Ultimate Fighter, Serra s'est en effet procuré la prochaine chance pour la ceinture de l'UFC. La rencontre est cependant repoussée à la suite d'une blessure au genou du champion. Les deux combattants s'affrontent en vedette de l'UFC 69, le 7 avril 2007. Donné largement favori, le champion canadien se fait pourtant surprendre par un crochet qui l'envoie au tapis dès le premier round. Serra continue son travail de frappes au sol avant que l'arbitre ne le déclare vainqueur par TKO. En signant la deuxième défaite de sa carrière, St-Pierre perd son titre dès sa première défense.
À la suite de ce revers, il participe à la télé-réalité The Ultimate Fighter en tant qu'entraîneur au cours de l'année 2006, face à Josh Koscheck. On retrouve aussi dans cette émission un de ses bons amis et partenaire d'entraînement, Patrick Côté. Il affronte Josh Koscheck, qui est réputé pour la puissance de sa lutte et est annoncé comme l'arme anti-Georges St-Pierre. Il gagne par décision à l'UFC 74 et devient de nouveau l'aspirant principal pour le titre.

#### Deuxième règne de champion des poids mi-moyens
Son combat pour le titre doit avoir lieu contre le vainqueur du match entre Serra, le champion, et Hughes. Cependant, Matt Serra ne peut défendre son titre à cause d'une hernie discale. Un combat pour un titre intérimaire est mis en place entre St-Pierre et la légende Matt Hughes lors de l'UFC 79, le 29 décembre 2007. Il y soumet Hughes par une clé de bras à cinq secondes de la fin du 2e round, remportant à un round près ce combat pratiquement de la même manière qu'il avait déjà perdu contre l'Américain. Cette victoire lui permet de devenir le champion intérimaire de l'UFC.
Matt Serra fait son retour face à St-Pierre le 19 avril 2008 à Montréal pour l'UFC 83, pour un combat afin de réunifier les deux titres. Le Canadien domine le combat et prend sa revanche en battant Serra par TKO au deuxième round, à la suite de violents coups de genoux au corps qu'il inflige à son adversaire. Il redevient le champion incontesté de la division et n'est que le quatrième combattant après Randy Couture, Matt Hughes et Tim Sylvia à remporter une même ceinture pour la deuxième fois.
Pour sa première défense, il doit affronter Jon Fitch, qui montre une fiche, à ce moment-là, de 21-2 et qui est sur une série de 8 victoires consécutives à l'UFC (2e performance historique à l'époque derrière Royce Gracie et ses 11 victoires consécutives) et avait remporté ses 15 derniers combats (toutes organisations confondues). Ce combat a finalement lieu au cours de l'UFC 87, où le Canadien domine son adversaire tant au sol que debout. St-Pierre remporte finalement la victoire par décision unanime et réussi la première défense de titre de sa carrière.
Vient ensuite un combat revanche lors de l'UFC 94, le 31 janvier 2009. À cette occasion, il recroise le fer avec B.J. Penn pour défendre son titre. Durant un âpre combat, il est finalement déclaré vainqueur à la suite de l'arrêt du combat par l'arbitre au 4e round, sur demande du coin de Penn. Une controverse lancée par ce dernier suit (ce dernier accusant l'équipe de Georges St-Pierre d'avoir enduit celui-ci de vaseline sur le corps, la vaseline n'étant permise que sur la tête), bien qu'il ait été prouvé par la suite que l'équipe de Georges St-Pierre n'avait pas triché. Il est la première personne à battre deux fois Penn, chose que Frankie Edgar réalisera aussi par la suite.
Par la suite, un combat est organisé lors de l'historique UFC 100 contre Thiago Alves, le 11 juillet 2009 à Las Vegas. Le combat se rend jusqu'au cinquième et dernier round, à la fin duquel Georges St-Pierre est proclamé, à l'unanimité des juges, vainqueur du combat, et défend encore une fois son titre.
Le 27 mars 2010, après quelques mois de pause pour récupérer de sa blessure subie pendant son combat contre Alves, il affronte Dan Hardy à Newark. Encore une fois, St-Pierre ressort vainqueur du combat, le remportant à l'unanimité des juges.
Le 11 décembre 2010, au Centre Bell de Montréal, il affronte Josh Koscheck dans le cadre d'un combat revanche, à l'UFC 124. Le combat, d'une durée de cinq rounds, est totalement dominé par St-Pierre grâce à son jab, qui lui permet d'infliger d'importants dommages à la tête de son adversaire, notamment au niveau de son œil. Il remporte le combat par décision unanime pour un compte de 50 contre 45.
Le 30 avril 2011, Georges St-Pierre affronte Jake Shields, chez lui, au Canada. Cet affrontement s'annonce comme un combat très disputé car Shields est alors invaincu depuis 15 combats. Il est d'ailleurs considéré comme le second meilleur poids mi-moyen au monde, derrière le champion de l'UFC. St-Pierre s'impose par décision unanime. Il n'a plus perdu un seul round depuis sa défaite contre Serra (soit 36 rounds consécutifs gagnés, un record). Shields met fin à cette série en gagnant le round 3 (St-Pierre fut notamment gêné par une blessure à la suite d'un doigt dans l'œil).

#### Blessure et réunification du titre
Le champion des mi-moyens de l'UFC devait affronter le champion des mi-moyens de l'organisation Strikeforce, Nick Diaz, le 29 octobre à Las Vegas dans le cadre de l'UFC 137. Toutefois, Nick Diaz ne s'étant pas présenté à deux évènements consécutifs de promotion du combat, le président de l'UFC décide de le remplacer par Carlos Condit. Une dizaine de jours avant le combat, Georges St-Pierre est forcé d'annoncer qu'il ne sera pas en mesure de combattre le 29 octobre à cause d'une blessure au genou survenue à l'entraînement. Un titre intérimaire est alors mis en jeu entre Carlos Condit et Nick Diaz lors de l'UFC 143.
Après 18 mois de convalescence, Georges St-Pierre est annoncé pour combattre Carlos Condit lors de l'UFC 154, le 17 novembre 2012 au Centre Bell de Montréal, dans un match qui a pour enjeu la réunification du titre des mi-moyens de l'UFC (Condit détient le titre intérimaire mis en place durant la convalescence du Québécois). Malgré cette longue absence et la crainte d'un retour compliqué, Georges St-Pierre conserve son titre des mi-moyens de l'UFC, en l'emportant par décision unanime sur Carlos Condit. Bien qu'il ait été envoyé au tapis au 3e round sur un coup de pied à la tête, il domine largement tout le reste du combat que ce soit debout ou au sol. Les juges ont ramené des cartes de 50-45, 50-45 et 49-46 en faveur du Canadien.
Après des rumeurs faisant état de la préparation d'un affrontement contre Anderson Silva, Dana White annonce finalement que son prochain combat sera une nouvelle défense de titre, contre l'adversaire désiré par St-Pierre, Nick Diaz. Le combat a lieu le 16 mars 2013, à l'occasion de l'UFC 158. Le champion s'impose une nouvelle fois par décision unanime dans un combat à sens unique. Diaz, réputé pour son agressivité et sa boxe, ne peut rien faire face à St-Pierre, ce dernier dominant toutes les phases du combat. Il réalise ainsi sa 11e victoire consécutive, égalant au passage Royce Gracie. C'est la 2e série la plus longue de l'histoire de l'UFC (derrière les 16 d'Anderson Silva). Il bat également le record qu'il détenait avec Matt Hughes, à savoir 7 défenses de titre consécutives dans la catégorie des poids mi-moyens. Il en est désormais à 8 et cela constitue la 2e meilleure performance toutes catégories confondues (derrière les 10 d'Anderson Silva en poids moyen).

#### Affrontement avec Johny Hendricks et retrait de la compétition
Le 16 novembre 2013, lors de l'UFC 167 à Las Vegas, Georges St-Pierre défend avec succès son titre pour la neuvième fois consécutive contre Johny Hendricks. Aux termes des cinq reprises, il l'emporte par décision partagée et controversée. En effet, plusieurs rounds ont été très proches et la plupart des observateurs et spécialistes voient une victoire du prétendant trois rounds à deux,. Autre élément alimentant les discussions, au début premier round, St-Pierre tente un étranglement en guillotine, Johny Hendricks tape rapidement sur la cuisse du champion mais l'arbitre du match, Mario Yamasaki, n'intervient pas et le match se poursuit. St-Pierre est déclaré vainqueur malgré la solide performance de Hendricks. Le président de UFC, Dana White, déclare lors de la conférence de presse suivant le combat, qu'il ne lui fait aucun doute pour lui qu'Hendricks s'est fait voler la victoire, avant de revenir sur ses dires quelques jours plus tard. Une revanche immédiate entre les deux hommes est par conséquent rapidement envisagée. Cependant, le champion Canadien déclare alors vouloir prendre un peu de temps en dehors des AMM pour des raisons personnelles.
Alors que de plus en plus de questions se posent au sujet de l'avenir du champion, une intervention officielle met fin aux rumeurs à peine un mois plus tard. Le 13 décembre 2013, St-Pierre et White s'adressent aux médias lors d'une conférence téléphonique. Le combattant confirme alors vouloir se retirer de la compétition pour une durée encore indéterminée. Il choisit ainsi de renoncer à son titre de champion des poids mi-moyens de l'UFC. Il justifie sa décision par une pression trop lourde, devenu insupportable. À 32 ans, il dit vouloir connaitre une vie normale, après plus de dix ans consacré uniquement à son métier d'athlète.
Malgré la controverse, ce dernier combat lui permet d'établir plusieurs records au sein de l'organisation américaine. Avec 19 combats gagnés, il devient le combattant ayant remporté le plus de rencontres à l'UFC, avant d'être dépassé par Michael Bisping en octobre 2016. Il est l’athlète ayant placé le plus de coups (2523) et le plus de frappes significatives (1254) en carrière. Il est également le combattant ayant réussi le plus grand nombre d'amenées au sol, à savoir 87 comptabilisées. Grâce à ce dernier match, il dépasse le record de B.J. Penn et devient le combattant ayant passé le plus de temps dans l'Octogone avec un total de 5 heures 28 minutes et 12 secondes cumulées. Avec 12 victoires consécutives, il dépasse Royce Gracie et se retrouve désormais seul derrière Anderson Silva (16) pour la plus longue série de victoires consécutives. Enfin, il remporte là son douzième combat avec ceinture en jeu, titre intérimaire compris, ce qui fait de lui le combattant le plus victorieux lors de combats de championnat.

#### Retour à la compétition, conquête du titre de championnat des poids moyens et abandon du titre.
Dès juin 2016, un retour de St-Pierre à la compétition semble être envisagé, notamment dans le but d'affronter Michael Bisping, champion des poids moyens de l'UFC. Les négociations échouent d'abord à organiser un match entre les deux combattants pour l'UFC 206 du 10 décembre 2016 à Toronto,. Finalement, Georges St-Pierre signe un nouveau contrat de quatre combats avec l'UFC en février 2017. Après cette annonce, le président de l'organisation, Dana White, annonce le 1er mars 2017 que le Québécois affrontera bien l'actuel tenant du titre des poids moyens, Michael Bisping. Le combat se tient alors le 4 novembre 2017 à New York, au Madison Square Garden, lors de l'UFC 217.
Après quatre ans d'inactivité, Georges St-Pierre se montre tout de même convaincant trouvant la cible et l'amenant au sol à quelques reprises. Dans la troisième reprise, il réussit même à s'installer sur le dos de son adversaire puis en réalisant un étranglement arrière à l'endroit de celui-ci, forçant l'arrêt du combat par l'arbitre. Il devient ainsi le nouveau champion des poids moyens de l'UFC.
Seulement 1 mois après la conquête de la ceinture, Georges St-Pierre annonce souffrir d'une maladie (Colite ulcéreuse). Pour une période d'indisponibilité trop longue, il préfère laisser le titre vacant.

#### Retraite
Lors d'une conférence de presse le 21 février 2019 au centre Bell de Montréal, Georges St-Pierre annonce prendre sa retraite. Le 9 mai 2020, la UFC annonce qu’il sera introduit à son temple de la renommée. Après quatre ans de retraite, il annonce le 7 juillet 2023 revenir dans l'arène de combat dans le cadre de l'UFC Fight Pass Invitational, disant que l'adrénaline du combat lui manquait.

### Popularité
Malgré ses succès, Georges affirmait au début de sa carrière que, bien qu'étant québécois et canadien, il est plus connu aux États-Unis et passe pour être quasi inconnu au Canada. Mais depuis, les choses ont changé et il est devenu une véritable star dans son pays également, remplissant les salles à chacun de ses combats sur ses terres et engendrant une véritable ferveur dans son public.
Georges Saint-Pierre a d'ailleurs été proclamé Athlète de l'année à trois reprises, en 2008, 2009 et 2010, par la version canadienne du magazine Sportsnet. De même, ses présences le 12 novembre 2006, le 14 novembre 2010, le 25 novembre 2012 et le 23 février 2014 à l'émission Tout le monde en parle témoignent de sa popularité grandissante.
Dans son édition du 24 septembre 2011, l’équipe des sports du journal montréalais La Presse présentait son top 25 de l’influence dans le sport au Québec. Le palmarès rassemblait des personnalités de tous les horizons, y compris des personnalités du hockey, du baseball, du sport olympique, de la télévision et de la politique. Georges Saint-Pierre figurait en quatrième position de ce palmarès, ce qui montre bien la place qu'occupe désormais le champion au Panthéon des sportifs canadiens.
Cette popularité ne cesse de croitre également au niveau international. En 2012, Georges St-Pierre est le combattant qui rapporte le plus à l'UFC en termes de PPV,. Il est également choisi pour doubler le personnage de Art dans le film d'animation L'université des Monstres. Il interprète le rôle de Georges Batroc dans le film Captain America : Le Soldat de l'hiver puis dans la série Falcon et le Soldat de l'Hiver. Dans le film Kickboxer: Vengeance, il joue le personnage de Kavi.

## Filmographie partielle

### Au cinéma
- 2014 : Captain America : Le Soldat de l'hiver (Captain America: The Winter Soldier) d'Anthony et Joe Russo : Georges Batroc
- 2016 : Kickboxer: Vengeance de John Stockwell :
- 2017 : Cartels de Keoni Waxman : Bruno Sinclaire
- 2021 : Falcon et le Soldat de l'hiver (série Disney+) de Malcolm Spellman : Georges Batroc
- 2024 : La Cage (série Netflix) de Franck Gastambide : lui-même

## Palmarès en arts martiaux mixtes
| 28 combats     | 26 victoires | 2 défaites |
| Par KO         | 8            | 1          |
| Par soumission | 6            | 1          |
| Sur décision   | 12           | 0          |

### Historique des combats
| Résultat | Record | Adversaire       | Méthode                                        | Événement                         | Date             | Round | Temps | Lieu                                  | Notes                                                                               |
| -------- | ------ | ---------------- | ---------------------------------------------- | --------------------------------- | ---------------- | ----- | ----- | ------------------------------------- | ----------------------------------------------------------------------------------- |
| Victoire | 26-2   | Michael Bisping  | Soumission (étranglement arrière)              | UFC 217: Bisping vs. St-Pierre    | 4 novembre 2017  | 3     | 4:23  | New York, New York, États-Unis        | Remporte le titre des poids moyens de l'UFC. Performance de la soirée               |
| Victoire | 25-2   | Johny Hendricks  | Décision partagée                              | UFC 167: St-Pierre vs. Hendricks  | 16 novembre 2013 | 5     | 5:00  | Las Vegas, Nevada, États-Unis         | Défend le titre des poids mi-moyens de l'UFC. Combat de la soirée                   |
| Victoire | 24-2   | Nick Diaz        | Décision unanime                               | UFC 158: St-Pierre vs. Diaz       | 16 mars 2013     | 5     | 5:00  | Montréal, Québec, Canada              | Défend le titre des poids mi-moyens de l'UFC.                                       |
| Victoire | 23-2   | Carlos Condit    | Décision unanime                               | UFC 154: St-Pierre vs. Condit     | 17 novembre 2012 | 5     | 5:00  | Montréal, Québec, Canada              | Défend le titre des poids mi-moyens de l'UFC. Combat de la soirée                   |
| Victoire | 22-2   | Jake Shields     | Décision unanime                               | UFC 129: St-Pierre vs. Shields    | 30 avril 2011    | 5     | 5:00  | Toronto, Ontario, Canada              | Défend le titre des poids mi-moyens de l'UFC.                                       |
| Victoire | 21-2   | Josh Koscheck    | Décision unanime                               | UFC 124: St-Pierre vs. Koscheck 2 | 11 décembre 2010 | 5     | 5:00  | Montréal, Québec, Canada              | Défend le titre des poids mi-moyens de l'UFC.                                       |
| Victoire | 20-2   | Dan Hardy        | Décision unanime                               | UFC 111: St.Pierre vs. Hardy      | 27 mars 2010     | 5     | 5:00  | Newark, New Jersey, États-Unis        | Défend le titre des poids mi-moyens de l'UFC.                                       |
| Victoire | 19-2   | Thiago Alves     | Décision unanime                               | UFC 100                           | 11 juillet 2009  | 5     | 5:00  | Las Vegas, Nevada, États-Unis         | Défend le titre des poids mi-moyens de l'UFC.                                       |
| Victoire | 18-2   | B.J. Penn        | TKO (arrêt du coin)                            | UFC 94: St Pierre vs Penn 2       | 31 janvier 2009  | 4     | 5:00  | Las Vegas, Nevada, États-Unis         | Défend le titre des poids mi-moyens de l'UFC.                                       |
| Victoire | 17-2   | Jon Fitch        | Décision unanime                               | UFC 87: Seek and Destroy          | 9 août 2008      | 5     | 5:00  | Minneapolis, Minnesota, États-Unis    | Défend le titre des poids mi-moyens de l'UFC. Combat de la soirée                   |
| Victoire | 16-2   | Matt Serra       | TKO (coups de genou)                           | UFC 83: Serra vs. St-Pierre 2     | 19 avril 2008    | 2     | 4:45  | Montréal, Québec, Canada              | Remporte le titre des poids mi-moyens de l'UFC.                                     |
| Victoire | 15-2   | Matt Hughes      | Soumission (clé de bras)                       | UFC 79: Nemesis                   | 29 décembre 2007 | 2     | 4:54  | Las Vegas, Nevada, États-Unis         | Remporte le titre intérimaire des poids mi-moyens de l'UFC. Soumission de la soirée |
| Victoire | 14-2   | Josh Koscheck    | Décision unanime                               | UFC 74: Respect                   | 25 août 2007     | 3     | 5:00  | Las Vegas, Nevada, États-Unis         |                                                                                     |
| Défaite  | 13-2   | Matt Serra       | TKO (coups de poing)                           | UFC 69: Shootout                  | 7 avril 2007     | 1     | 3:25  | Houston, Texas, États-Unis            | Perd le titre des poids mi-moyens de l'UFC.                                         |
| Victoire | 13-1   | Matt Hughes      | TKO (coup de pied à la tête et coups de poing) | UFC 65: Bad Intentions            | 18 novembre 2006 | 2     | 1:25  | Sacramento, Californie, États-Unis    | Remporte le titre des poids mi-moyens de l'UFC.                                     |
| Victoire | 12-1   | B.J. Penn        | Décision partagée                              | UFC 58: USA vs. Canada            | 4 mars 2006      | 3     | 5:00  | Las Vegas, Nevada, États-Unis         |                                                                                     |
| Victoire | 11-1   | Sean Sherk       | TKO (coups de poing et coups de coude)         | UFC 56: Full Force                | 19 novembre 2005 | 2     | 2:53  | Las Vegas, Nevada, États-Unis         |                                                                                     |
| Victoire | 10-1   | Frank Trigg      | Soumission (étranglement arrière)              | UFC 54: Boiling Point             | 20 août 2005     | 1     | 4:09  | Las Vegas, Nevada, États-Unis         |                                                                                     |
| Victoire | 9-1    | Jason Miller     | Décision unanime                               | UFC 52: Couture vs Liddell 2      | 16 avril 2005    | 3     | 5:00  | Las Vegas, Nevada, États-Unis         |                                                                                     |
| Victoire | 8-1    | Dave Strasser    | Soumission (kimura)                            | TKO 19: Rage                      | 29 janvier 2005  | 1     | 1:25  | Montréal, Québec, Canada              |                                                                                     |
| Défaite  | 7-1    | Matt Hughes      | Soumission (clé de bras)                       | UFC 50: The War of '04            | 22 octobre 2004  | 1     | 4:59  | Atlantic City, New Jersey, États-Unis | Pour le titre des poids mi-moyens de l'UFC.                                         |
| Victoire | 7-0    | Jay Hieron       | TKO (coups de poing)                           | UFC 48: Payback                   | 19 juin 2004     | 1     | 1:42  | Las Vegas, Nevada, États-Unis         |                                                                                     |
| Victoire | 6-0    | Karo Parisyan    | Décision unanime                               | UFC 46: Supernatural              | 31 janvier 2004  | 3     | 5:00  | Las Vegas, Nevada, États-Unis         |                                                                                     |
| Victoire | 5-0    | Pete Spratt      | Soumission (étranglement arrière)              | TKO 14: Road Warriors             | 29 novembre 2003 | 1     | 3:40  | Victoriaville, Québec, Canada         |                                                                                     |
| Victoire | 4-0    | Thomas Denny     | TKO (coupure)                                  | UCC 12: Adrenaline                | 25 janvier 2003  | 2     | 4:45  | Montréal, Québec, Canada              | Défend le titre des poids mi-moyens de l'UCC.                                       |
| Victoire | 3-0    | Travis Galbraith | TKO (coups de coude)                           | UCC 11: The Next Level            | 11 octobre 2002  | 1     | 2:03  | Montréal, Québec, Canada              | Défend le titre des poids mi-moyens de l'UCC.                                       |
| Victoire | 2-0    | Justin Bruckmann | Soumission (clé de bras)                       | UCC 10: Battle for the Belts 2002 | 15 juin 2002     | 1     | 3:54  | Gatineau, Québec, Canada              | Remporte le titre des poids mi-moyens de l'UCC.                                     |
| Victoire | 1-0    | Ivan Menjivar    | TKO (coups de poing)                           | UCC 7: Bad Boyz                   | 25 janvier 2002  | 1     | 4:50  | Montréal, Québec, Canada              |                                                                                     |

- Wrestling Observer Newsletter
  - Meilleur combattant libre par la Wrestling Observer Newsletter (2011)

## Distinctions
- 2025 : Membre de l'Ordre du Canada[50],[51]